# IC 186-2
IC 186-2 — галактика типу S0? (спіральна галактика) у сузір'ї Кит.
Цей об'єкт міститься в оригінальній редакції індексного каталогу.